# Молния (Мордовия)
 Молния  — посёлок в Большеберезниковском районе Мордовии в составе Старонайманского сельского поселения.

## География
Находится на расстоянии примерно 14 километров по прямой на север от районного центра села Большие Березники.

## История
Основан в 1923 году. В 1931 году в поселке было отмечено 23 двора

## Население
| 2002 | 2010 |
| ---- | ---- |
| 15   | ↘7   |

Постоянное население составляло 15 человек (мордва-эрзя 100 %) в 2002 году, 7 в 2010 году.